# The Battle of Waterloo
The Battle of Waterloo er en britisk stumfilm fra 1913 af Charles Weston.

## Medvirkende
- Ernest G. Batley som Napoleon Bonaparte
- Jack Brighton
- George Foley som Gebhard von Blucher
- Vivian Ross som Michel Nay